# Glossotrophia sinaica
Glossotrophia sinaica là một loài bướm đêm trong họ Geometridae.